# سلطان أباد أغ زيارت
سلطان أباد أغ زيارت (بالفارسية: سلطان‌آباد آغ‌زیارت) هي منطقة سكنية تقع في قسم قوريتشاي الشرقي الريفي في إيران. يقدر عدد سكانها بـ 336 نسمة .